# かかし (フォークバンド)
かかしは日本のフォーク・バンド。1992年結成、1997年にメジャー・デビュー。
モットーは「最高のメロディに最低の歌詞を」。既存メロディのパロディも多い。
バンド名の由来はさだまさし「案山子｣。理由はフォークだから。
2022年、アルバム『TANPAKU』の発売を機にアーティスト名の表記を「かかし」から「KKC」に変更。読みは変わらず「かかし」。

## 概要
1992年、ラジオ制作会社で同僚だった鬼塚と菊池が、当時の職場でもあったJ-WAVEのバンドコンテストに出場するために結成。
1993年、村上が同じ会社に入社し、社長命令でかかしに加入。
鬼塚が2017年に生活の拠点を静岡県に移してから、事実上の活動休止状態となっていたが、2021年に菊池に代わってHappy だんばらが加入し、活動を再開。2021年1月21日にTwitterアカウントとYouTubeチャンネルを開設した。

## メンバー
- バカボン鬼塚 - ボーカル・ギター

ラジオパーソナリティや「B.O.K」としてソロ活動。村上とキンモクセイの一部メンバーとのバンド「YOUNGER GENERATION」にも所属する。
- 村上雄信 - ギター・コーラス

自身が設立したラジオ制作会社「BLUE BEAT」の社長。鬼塚・だんばらと比べてメディア露出は少なく、ライブでもほとんどしゃべらない。
2024年4月現在、ディレクターを担当する『K-MIX MOVE ON』(水・木曜)、『翔べ!FRI-TAG!!』で鬼塚と、『Saturday Morning Radio おびハピ!』でだんばらとそれぞれ共演している。
- ハッピーDノリヒロ（Happy だんばら） - リーダー・ボーカル・ギター

菊池に代わって2021年より加入。かかしとしての活動時のみ「ハッピーDノリヒロ」を名乗る。

### 元メンバー
- 菊池淳介 - リーダー・ボーカル・タンバリン・エッグシェイカー

愛称・マイクネームは「きっくん」・「かかしのきっくん」。ラジオディレクター・ラジオパーソナリティーとして活動。『The Nutty Radio Show おに魂』『Nutty Radio Show THE魂』ではチーフディレクター・水曜日ディレクターを務めた。

## メジャー・デビューまでの来歴
鬼塚と菊池の出会い
1990年、鬼塚がラジオ制作会社「シャ・ラ・ラ・カンパニー」に27歳で就職。その年の忘年会で菊池と出会う。年齢は鬼塚が年上で、社歴では菊池が半年先輩だったが、菊池は二言目からタメ口で喋っていたという。鬼塚曰く「菊池とは会社で一番早く打ち解けて、一番早く仲良くなった」とのこと。
バンド結成・バンド大会に初出場
1992年の秋、鬼塚と菊池はJ-WAVEの第2回バンド大会のチラシを目にし、出場を決める。(まだこの時点では村上とは出会っていない) その後、「スタジオレッツ」でリハーサルとオリジナル曲の制作を行う。この時に作られた曲が「無縁仏」「手錠」であった。そして六本木ケントスにて開かれた第2回バンド大会で「サルビアの花」「無縁仏」「手錠」を演奏し、独特なパフォーマンスがウケ、優勝を果たす。
村上との出会いとバンド加入、2回目・3回目のバンド大会出場
1992年の秋、鬼塚が会社の事務の女性から、「西新宿の大型レコードショップへ、レコード会社の男性に届け物をしてほしい」と頼まれ、そこで出会った男性が村上だった。1993年、村上が同じ制作会社に入社する。
ウケたいがために出場したバンド大会で優勝したかかし。そのことは制作会社の社長にも伝わっており、その後、会社のミーティングでの社長命令により、村上がかかしに加入。理由はかかしの音楽をハイレベルなものにし、新曲を書かせるため。そして、鬼塚・菊池・村上の3人体制になったかかしは、新曲「不幸子」「南国兄弟」「私は風なの」を制作。かかしとしては2回目、3人体制では初のバンド大会出場を果たし、またしても優勝する。その後、2回目の優勝を聞きつけた同僚や知人のパーティーなどに呼ばれるようになった。
同年にまたバンド大会が開催され、3回目の出場を果たすが、「ある程度かかしの存在が定着してきた」ということで、特別賞を獲得。この大会に向けて「パリジェンヌ」「こんにちはフランシーヌさん」「フサチコフ」を制作。
メジャー・デビュー
1997年6月21日、シングル「不幸子」でメジャー・デビュー。7月21日 、 2ndシングル「セックス」と1stアルバム「万博」をリリース。

## ディスコグラフィー

### シングル
|     | リリース日    | 品番                | タイトル | オリコン | 備考 |
| --- | ------------- | ------------------- | -------- | -------- | ---- |
| 1st | 1997年6月21日 | OODO-5029 SRDL-4476 | 不幸子   | -        | -    |
| 2nd | 1997年7月21日 | OODO-5032 SRDL-4477 | セックス | -        | -    |

デジタル・シングル
|     | リリース日    | タイトル         | 備考                                                 |
| --- | ------------- | ---------------- | ---------------------------------------------------- |
| 1st | 2010年4月14日 | すぎ（独唱）     | 13年ぶりのシングル。iTunes Music Storeでのリリース。 |
| 2nd | 2010年10月7日 | とりもつとりもつ | 甲府鳥もつ煮応援ソング。music.jpでの配信。           |

### アルバム
|     | リリース日     | 品番              | タイトル          | 収録曲 | オリコン最高位          | 備考                                                                           |
| --- | -------------- | ----------------- | ----------------- | --- | ----------------------- | ------------------------------------------------------------------------------ |
| 1st | 1997年7月21日  | OOCO-32 SRCL-4162 | 万博              | 1. 不幸子 2. 戦え!! ジューシー７のテーマ 3. こんにちはフランシーヌさん 4. 無縁仏 5. フサチコフ 6. パリジェンヌ 7. 南国兄弟 8. セックス 9. センチメンタルガール 10. のど仏 | -                       | 廃盤                                                                           |
| 2nd | 2004年10月20日 | MHCL-624 MHCL-438 | 万博 (まんひろし) | 1. ダッチワイフ 2. ハンチング 3. アルバイトの唄 4. ロング・ヘアード・ボーイ 5. 妄想族 6. 不幸子 7. セタップ！仮面ライダーX（戦え!!ジューシー7のテーマ） 8. こんにちはフランシーヌさん 9. 無縁仏 10. パリジェンヌ 11. 南国兄弟 12. セックス 13. センチメンタルガール 14. のど仏 | -                       | 前作の「万博（ばんぱく）」に新曲5曲を追加したアルバム                          |
| 3rd | 2006年1月1日   | MHCL-693          | SCARECROW         | 1. サンダー・ボルト・ディナーマシーン 2. フサチコフⅡ 3. 二十世紀少年 4. 真夜中のハンバーガー 5. ズブロッカ 6. サードウェイヴ 7. ブーラーグーソン 8. 裸の馬 9. ネテネーゼ 10. ラブ・ミー・テンダー 11. 俺のカリー 12. アース・ホール 13. ワールド・ツアー | -                       | -                                                                              |
| 4th | 2007年3月7日   | VICL-62310        | バーンパーク      | 1. かかしのてーま 2. 新車でGO! 3. トーク上手 4. 赤と青のサンバ 5. 私は風なの 6. ジャンピング・ロックンロール・ミュージック・フラッシュ!! 7. 雨あがりの街で (キンモクセイとかかし) 8. 40になったら 9. ムエタイサンボ (ライブバージョンLive at SHIBUYA-AX 2004/10/21) 10. スナック(植村花菜と玉川美沙とかかし) 11. 24時間パート2 12. 甲州街道 13. 横顔 (三四六とかかし) 14. 山田うどんの歌 (ボーナストラック) | 172位 (2007年3月19日付) | 廃盤                                                                           |
| 5th | 2012年7月11日  | MHCL-2084         | マンダーラ        | 1. ドリパ (overture) 2. PAIN 3. あねもね 4. インドフォーク 5. 今日から生で 6. すぎ (album ver.) 7. とりもつ とりもつ (album ver.) 8. 背徳のツバサ feat.高橋直純 9. ウン・コモ・ラ・シータ 10. LGマンの唄～ライフズ・グッド～ 11. フィニッシュ feat.柴田淳 12. スウィッチを押す男 13. いないいないボンバー feat. m.o.v.e 14. アンタが街にやってくる 15. チョーフパルコ 16. ドリパ feat.kainatsu              | 217位 (2012年7月23日付) | -                                                                              |
| 6th | 2022年8月21日  |                   | TANPAKU           | 1. キャンプ・ストップ・ラヴィング・ユー 2. 角番 3. 君と大地とこの空と 4. ホットサンドメーカー 5. マツリノヨル 6. 自転車に乗ってボクは 7. 放電LOVE !! 8. 旅館九州 9. 尻花火 10. タンパク |                         | 「マンダーラ」以来10年ぶりのニューアルバムで、だんばらの加入後、初のリリース。 |

### ベスト・アルバム
- かかしベストアルバム〜タイトル「未定」〜（リリース：2014年2月12日）
  - CDタイトルは鬼塚、菊池で考案しているが、1stアルバム「万博（ばんぱく）」以来菊池の案が採用されていなかったことから、菊池にベストアルバムのタイトルを考えさせたものの、締切日になっても全然考えてこなかった。「それだったら『タイトル未定』になっちゃうよ」という鬼塚に「それ、いいね。決定」と菊池がGOサインを出した[注釈 4]

1. 不幸子
2. セックス
3. ハンチング
4. アルバイトの唄
5. 裸の馬
6. ネテネーゼ
7. アース・ホール
8. 新車でGO!
9. 赤と青のサンバ
10. 40になったら
11. スナック【植村花菜と玉川美沙とかかし】
12. PAIN
13. あねもね
14. 背徳のツバサ feat.高橋直純
15. ウン・コモ・ラ・シータ
16. 赤いイナズマ
17. 徒螺津駆尊愚～トラックソング～（かかしversion）
18. ダッチワイフ feat. 斎藤誠

### 参加作品
シングル「徒螺津駆尊愚～トラックソング～」（2006年11月22日、ビクターエンタテインメント） - 松原静香とかかし 名義

## ライブ

### 単独ライブ
2021年
- かかし フレッシュライブ2021 夏 ～エー！フレッシュ！ビー！フレッシュ！～ (6月6日、ツイキャス[3]) - 配信限定ライブ
  - 2023年5月11日 21時より、鬼塚の60歳の誕生日を記念して「HBD 爆誕の日だよ！かかしちゃん♪」と題してYouTubeチャンネルにてプレミア公開[4][5]。
- かかしライブ2021〜OH！にオレはなる！ハッピーDノリヒロ〜 (12月12日、まほろ座 MACHIDA[6])
  - ゲスト：小尾渚沙[7]
  - 2023年6月21日 21時より「デビュー26周年だよ♪かかしちゃん」と題してYouTubeチャンネルにてプレミア公開[8][9]。

2022年
- ル・ボラン スペシャルライブ マジックショー＆かかし (4月26日、ル・ボラン[10])
  - 当初は2月6日に開催予定だったが、新型コロナウイルスの感染拡大に伴い延期[11]。
  - 2023年1月3日 21時30分より「お正月だよ！かかしちゃん」と題してYouTubeチャンネルにてプレミア公開[12][13]。
- かかしライブ2022～タンパク質とアミノ酸～ (8月28日、渋谷 duo MUSIC EXCHANGE[14])
- KKC「TANPAKU」プレミアムライブ 〜やってやるぜ (ハッピーが) 〜 (11月13日、佐久市オアシス[15])
  - ゲスト：飯野美紗子[16]
  - 2024年1月2日 21時より「お年玉だよ！かかしちゃん」と題してYouTubeチャンネルにてプレミア公開[17][18]。
- KKCライブ2022〜K こうして K 今年も C ちゃんと (12月18日、まほろ座 MACHIDA[19])

2023年
- KKCライブ2023〜新都心とワシントン〜 (9月3日、HEAVEN’S ROCK さいたま新都心[20])
- KKCライブ2023 〜町田の立場 (12月17日、まほろ座 MACHIDA[21])

2024年
- KKC LIVE 2024 晴れたら空に豆まいて、そのうち一粒頂いた。(2月18日、晴れたら空に豆まいて[22])

### その他出演
2021年
- I'm back!! HAMAMATSU Collection (7月25日、浜松窓枠[23])

2022年
- ミライノオトPresents I'm back!! (9月11日、浜松窓枠[24])

2023年
- いぬフェス2023 (4月9日、サンストリート浜北2階 野外ステージ[25])
- UTAUE (歌植え) (7月2日、浜松窓枠[26])
- HMV大宮アルシェにCDおいてもらえるよ記念！〜KKC＆小尾渚沙 販売会＆ミニライブ〜特典もあるよ♪ (10月9日、大宮アルシェ1階 イベントスペース[27])
- NACK5 35th PARTY ～大宮いんびてーしょん～ (10月31日、大宮ソニックシティ大ホール[28])

2024年
- HMV大宮アルシェで洒暮 門 (バカボン鬼塚) プロデュース イノミサコCDも買えるんです記念♪ CD販売会&ミニライブ (4月14日、大宮アルシェ1階 イベントスペース[29]) - オープニングアクト
  - 当初は1月21日に開催予定だったが、悪天候が予想されたため延期[30]。

## ラジオ番組
メンバー個人の担当番組についてはそれぞれの項を参照。
- かかしデビュー25周年記念番組 「 老舗 (しにせ) ～昔からあるのに入ったことがない、 そんなあなたに～」(2022年6月5日、NACK5・生放送[31])

## その他
- カラオケUGAでは「新車でGO!」、2007年10月度より「ネテネーゼ」が配信されている。